# E37 (trasa europejska)
E37 – trasa europejska północ-południe, w całości położona w Niemczech, wiodąca z Delmenhorst w Dolnej Saksonii do Kolonii w Nadrenii Północnej-Westfalii. Łączy E22 i E31. Zaczyna się od węzła Stuhr (Autobahndreieck Stuhr) (na południowy wschód od Delmenhorst, a kończy węzeł drogowy Kolonia-Północ (Autobahnkreuz Köln-Nord).
Przebieg trasy E30: Delmenhorst - Wildeshausen - Cloppenburg - Vechta - Bramsche - Osnabrück - Lengerich - Greven - Münster - Hamm - Kamen - Dortmund - Unna - Schwerte - Hagen - Wuppertal - Remscheid - Leverkusen - Kolonia
Z E37 krzyżuje się sześć tras europejskich:
- E 233 (Cloppenburg)
- E 30 (Osnabrück)
- E 34 (Kamen)
- E 331 (Unna)
- E 41 (Schwerte)
- E 35 (Leverkusen)